# Wercklea horrida
Wercklea horrida là một loài thực vật có hoa trong họ Cẩm quỳ. Loài này được (Urb.) Fryxell miêu tả khoa học đầu tiên năm 1981.